# Genealogia Jezusa

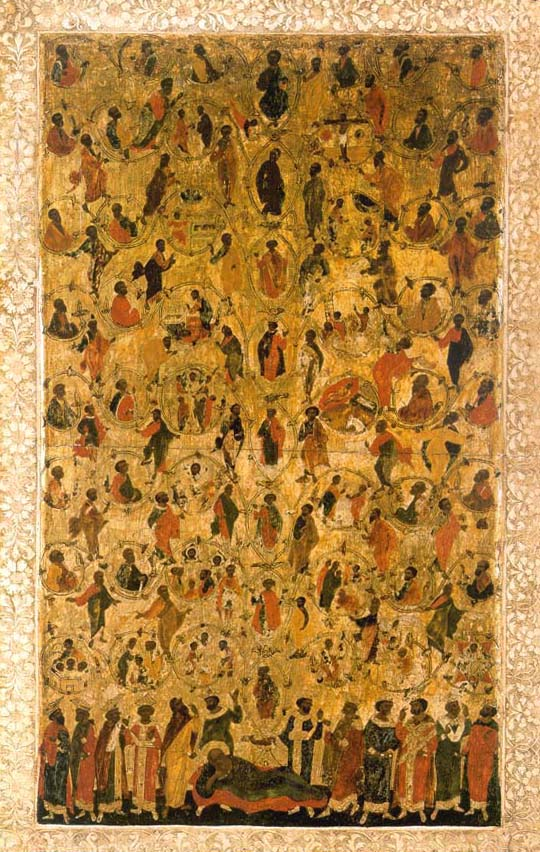
Rosyjska ikona Drzewo Jessego z XVI w. przedstawiająca rodowód Jezusa

Genealogia Jezusa – lista przodków Jezusa Chrystusa, której dwie redakcje umieścili odpowiednio ewangeliści Łukasz (3,23-38) i Mateusz (1,1-17) w napisanych w I w. Ewangeliach.

## Genealogie Jezusa w świetle egzegezy
Mateusz rozpoczyna swoją genealogię od patriarchy Abrahama i poprzez króla Dawida i jego syna Salomona prowadzi ją, zachowując legalną linię dynastyczną, przez Jojakina aż do Józefa, męża Marii i przybranego ojca Jezusa. Łukasz prezentuje przodków w kierunku odwrotnym, aż do prarodzica Adama, wymieniając dziewiątego syna króla Dawida Natana. W ten sposób Natan byłby zdaniem niektórych biblistów protoplastą linii rodu Dawida, z której wywodziła się Maria. Obie Ewangelie podkreślają, iż Józef był tylko przybranym ojcem Jezusa. Jezus jest Synem Bożym, który narodził się z Marii Dziewicy, za sprawą Ducha Świętego. Obie listy są identyczne w przedziale od Abrahama do Dawida, zaś całkowicie rozbieżne w wyliczeniu potomków króla Dawida.
Już wczesnochrześcijańscy pisarze i ojcowie Kościoła zastanawiali się jak wyjaśnić rozbieżności pomiędzy Mateuszem a Łukaszem. Tacjan nie umieścił w swoim Diatessaronie żadnej genealogii. Kodeks Bezy uzgodnił genealogię Łukaszową z Ewangelią Mateusza oraz hebrajskim tekstem Starego Testamentu. Według Orygenesa Łukasz przedstawia genealogię Jezusa w linii męskich przodków, Mateusz natomiast podaje genealogię Marii. Augustyn był zdania, że Józef mógł posiadać dwóch ojców, „jednego przez którego został urodzony i drugiego, przez którego został adoptowany”.
Współczesna egzegeza nowotestamentalna upatruje w rodowodzie przytoczonym przez Łukasza prawdopodobną genealogię Marii. Biblia Tysiąclecia w nocie do tego fragmentu ewangelicznego wyjaśnia, iż, "jeśli Maryja nie miała braci, a była dziedziczką, to mąż jej Józef wchodził w prawa i przywileje synowskie w stosunku do Helego, który był jej ojcem". Istnieją jednak dosyć wczesne źródła pozabiblijne przytaczające inne imiona bezpośrednich przodków Marii, jak i próbujące wyjaśniać różnice między dwiema wersjami rodowodów przytoczonych przez ewangelistów. Różnice te już w starożytności były powodem dyskusji. Współcześni badacze raczej podkreślają w genealogiach Jezusa ich teologiczne przesłanie.
Genealogia z Ewangelii Mateusza była tradycyjnie ilustrowana przez tzw. Drzewo Jessego, na którym ukazywano przodków Jezusa począwszy od Jessego, ojca króla Dawida.
Jak podaje poniższy fragment Ewangelii – wskazuje to jednoznacznie, że Jezus odziedziczył rodowód po Józefie:

W owym czasie wyszło rozporządzenie Cezara Augusta, żeby przeprowadzić spis ludności w całym państwie. Pierwszy ten spis odbył się wówczas, gdy wielkorządcą Syrii był Kwiryniusz. Wybierali się więc wszyscy, aby się dać zapisać, każdy do swego miasta. Udał się także Józef z Galilei, z miasta Nazaret, do Judei, do miasta Dawidowego, zwanego Betlejem, ponieważ pochodził z domu i rodu Dawida, żeby się dać zapisać z poślubioną sobie Maryją, która była brzemienna.

## Rodowód Ewangelii Łukasza: od Jezusa do Adama, Syna Bożego
Łukasz Ewangelista umieszcza genealogię po opisie Chrztu Pańskiego w Jordanie, przed opisem kuszenia na pustyni, na końcu rozdziału trzeciego. Jego wersja jest bardziej uniwersalistyczna od Mateuszowej. Autor prowadzi ją poza Abrahama, aż do Adama. Podobnie jak Jezus protoplasta rodzaju ludzkiego nie miał ziemskiego ojca. Możliwe, że św. Łukasz, będąc uczniem Pawła z Tarsu, nawiązuje do jego teologii i myśli o Chrystusie Nowym Adamie, znanej m.in. z Listu do Rzymian. Dla Łukasza Jezus był, (...) jak mniemano, synem Józefa, syna Helego... i kontynuuje aż do Adama, syna Bożego. W oryginalnym tekście greckim tylko za pierwszym razem użyte jest słowo „syn”, po wyjaśnieniu, iż Jezus był uważany za domniemane dziecko Józefa. Następnie używany jest dopełniacz: Helego... Mattata... Lewiego..., aż do Boga.
| 1. Bóg 2. Adam 3. Set 4. Enosz 5. Kenan 6. Mahalaleel 7. Jered 8. Henoch 9. Matuzalem 10. Lamech 11. Noe 12. Sem 13. Arfaksad 14. Kainam | 1. Sala 2. Eber 3. Falek 4. Ragau 5. Seruch 6. Nachor 7. Tareg 8. Abraham 9. Izaak 10. Jakub 11. Juda 12. Fares | 1. Esrom 2. Arni 3. Aminadab 4. Nachszon 5. Sali 6. Booz 7. Jobed 8. Jesse 9. Dawid 10. Natan 11. Mattat 12. Menna 13. Meleasz | 1. Eliakim 2. Jonam 3. Józef 4. Juda 5. Symeon 6. Lewi 7. Mattat 8. Jorim 9. Eliezer 10. Jezus 11. Her 12. Elmadan 13. Kosam | 1. Addi 2. Melchi 3. Neri 4. Salatiel 5. Zorobabel 6. Resa 7. Jan 8. Joda 9. Josech 10. Semein 11. Matatiasz 12. Maat 13. Naggaj | 1. Chesli 2. Nahum 3. Amos 4. Matatiasz 5. Józef 6. Jannaj 7. Melchi 8. Lewi 9. Mattat 10. Heli 11. *Maria i Józef 12. Jezus Chrystus |

Genealogia ta schodząc linią dynastyczną do króla Dawida wymienia wspominanego zaledwie w Starym Testamencie królewicza izraelskiego Natana. Następujące po nim pokolenia to seria nieznanych bliżej postaci, chociaż liczba pokoleń w sensie chronologicznym jest prawdopodobna. Wymieniany w 69. pokoleniu Matatiasz żył zapewne w czasach bliskich Matatiaszowi Hasmoneuszowi, przywódcy powstania machabejskiego w 1 poł. II w p.n.e. Hasmoneusz nie miał jednak syna Józefa, chociaż miał wnuka o imieniu Matatiasz, który nie jest wymieniany w spisie dynastycznym i którego potomstwo nie jest nigdzie wspominane. Łukasz zaczerpnął listę przodków króla Dawida ze Starego Testamentu. Kainam wymieniany jest między Salą i Arfaksadem, zgodnie z tekstem Septuaginty, chociaż pomija go tekst masorecki.
Augustyn z Hippony zwrócił uwagę na symboliczną liczbę pokoleń od Adama do Chrystusa, mianowicie 77. Liczba ta symbolizuje przebaczenie wszystkich grzechów bez wyjątku. Rachuba ta zgodna jest też z liczbą siedemdziesięciu pokoleń od Henocha, zawartą w apokryficznej Księdze Henocha, którą Łukasz prawdopodobnie znał. Chociaż Łukasz, w odróżnieniu od Mateusza, nigdy nie liczy pokoleń, jasnym jest, iż również opracowuje materiał kierując się liczbą siedem.
Jeśli chodzi o krytykę tekstu, wyodrębnienie wersji oryginalnej napotyka na duże trudności. Najwięcej kontrowersji wzbudza sekcja zawierająca listę przodków Dawida, która jest dokładnie określona w księgach starotestamentalnych. Większość badaczy akceptuje dzisiaj wariant syna Aminadaba, syna Admina, syna Arniego, raczej niż syna Aminadaba, syna Arama, licząc 77 pokoleń od Adama, a nie od Boga.
Użyte przez Łukasza określenie «jak mniemano» (gr. ἐνομίζετο) umożliwiło uniknięcie sugestii, jakoby Jezus był synem Józefa. Dziewicze poczęcie Jezusa zostało już wcześniej określone w tej samej księdze. Istnieje jednakże szereg interpretacji tłumaczących relację, w jakiej słowo to pozostaje do treści całej perykopy:
- niektórzy widzą podawany przez Łukasza rodowód jako rzeczywistą genealogię Józefa, oprócz tej innej przytoczonej w Ewangelii Mateusza[19];
- Jan Damasceński uznał wtrącenie «jak mniemano synem Józefa» za marginalną informację, przez którą Łukasz, w tym konkretnym przypadku, chce określić Jezusa jako syna Helego, określając dziadka ze strony matki, tzn. Helego (gr. Ἠλί), autor trzeciej Ewangelii rozpoczyna prezentację przodków Pana co do ciała.

### Pokrewieństwo z Elżbietą
Ewangelista Łukasz odnotował, iż Elżbieta, matka Jana Chrzciciela, była «krewną» (gr. syngenēs, συγγενής) Marii oraz że Elżbieta pochodziła z kapłańskiego rodu Aarona, z pokolenia Lewiego. Grzegorz z Nazjanzu, biorąc pod uwagę te informacje, uważał, iż również Maria pochodziła z rodu Aarona i pokolenia Lewiego. W ten sposób linie królewska i kapłańska połączyły się w osobie Jezusa Chrystusa. Tomasz z Akwinu uważał, iż ojciec Marii pochodził z pokolenia Judy, matka Marii z pokolenia Lewiego.

## Rodowód Ewangelii Mateusza: od Abrahama do Jezusa
Mateusz rozpoczyna swoją Ewangelię: Rodowód Jezusa Chrystusa, syna Dawida, syna Abrahama. Abraham był ojcem Izaaka; Izaak ojcem Jakuba... i kontynuuje aż do Jakub ojcem Józefa, męża Marii, z której narodził się Jezus, zwany Chrystusem. Tak więc w całości od Abrahama do Dawida jest czternaście pokoleń; od Dawida do przesiedlenia babilońskiego czternaście pokoleń; od przesiedlenia babilońskiego do Chrystusa czternaście pokoleń. Autor pierwszej Ewangelii od samego początku podkreśla tytuł-określnik Chrystus, którym w języku greckim oddano hebrajskie Mesjasz. Pomazaniec miał być potomkiem króla Dawida. Genealogia służy więc ukazaniu owego pochodzenia. Mateusz rozpoczyna od nazwania Jezusa «synem Dawida», wskazując na jego królewskie pochodzenie, oraz «synem Abrahama», podkreślając, iż należał do Żydów. Oba określenia są fundamentalne i przywodzą na myśl obietnice Boże dane Abrahamowi i Dawidowi. Mateuszowy tytuł wstępny − księga rodowodu (gr. βίβλος γενέσεως) − bywa różnorodnie interpretowany. Przeważa jednak opinia, iż odnosi się on do genealogii, która zaraz za nim następuje. Pobrzmiewa sens znany z Septuaginty, która używa go dla oddania hebrajskiego słowa «toledot» (pokolenia, potomkowie).
| 1. Abraham 2. Izaak 3. Jakub 4. Juda i Tamar 5. Fares 6. Esrom 7. Aram | 1. Aminadab 2. Naasson 3. Salmon i Rachab 4. Booz i Rut 5. Obed 6. Jesse 7. Dawid i Batszeba | 1. Solomon 2. Roboam 3. Abiasz 4. Asa 5. Jozafat 6. Joram 7. Ozjasz | 1. Jotam 2. Achaz 3. Ezechiasz 4. Manasses 5. Amos 6. Jozjasz 7. Jechoniasz | 1. Salatiel 2. Zorobabel 3. Abiud 4. Eliakim 5. Azor 6. Sadok 7. Achim | 1. Eliud 2. Eleazar 3. Mattan 4. Jakub 5. Józef i Maria * 6. Jezus |

Genealogia Mateusza jest znacznie bardziej złożona niż rodowód Łukasza. Posiada zawierające schemat otwarcie, dzieli się na trzy charakterystyczne «epoki» po czternaście pokoleń każda:
- pierwsza bogata jest w adnotacje, wymienia cztery matki oraz braci Judy, a także Zarę, brata Faresa;
- druga zawiera listę potomków króla Dawida, linię dynastyczną, przeocza jednak szereg pokoleń, kończąc na Jechoniaszu i jego braciach w czasie przesiedlenia babilońskiego;
- trzecia wylicza tylko 13 pokoleń, łącząc Józefa z Zorobabelem poprzez szereg niezidentyfikowanych potomków, których liczba jest ewidentnie zbyt krótka dla tak długiego okresu.

Liczbę 42 pokoleń osiągnięto poprzez opuszczenie szeregu generacji, tak więc wybór trzech «epok» po czternaście pokoleń zdaje się być celowym zabiegiem natchnionego autora. Czternaście jest podwojeniem siódemki, symbolizującej doskonałość i przymierze. W gematrii 14 jest liczbą imienia króla Dawida.
Mateusz wybrał grecką pisownię hebrajskich imion opierając się na Septuagincie. Kilka imion warte jest zwrócenia szczególnej uwagi:
- forma Asa (gr. Ἀσάφ) sugeruje identyfikację króla Asy z psalmistą Asafem[27];
- forma Amos (gr. Ἀμώς) sugeruje identyfikację króla Amosa z prorokiem Amosem, aczkolwiek Septuaginta nie posiada tej formy, obie mogą być przyjęciem jakiejś zbliżonej im formy[28];
- charakterystycznymi są formy imion Boez (gr. Βόες) dla Booza (Septuaginta Βοος) oraz Rahab (gr. Ῥαχάβ) dla Rachab (Septuaginta Ῥαὰβ)[21].

### Przodkinie
Mateuszowa Rachab identyfikowana jest z nierządnicą znaną z Księgi Jozuego. Pisownia imienia u Mateusza odbiega jednak od pisowni Septuaginty, której brakuje litery χ. Litery tej brak jest również w oryginalnej pisowni tego imienia w Liście do Hebrajczyków (Ῥαὰβ 11,31) i Liście Jakuba (Ῥαὰβ 2,25). Mateusz jako jedyny nazywa ją żoną Salmona i matką Booza, całkowicie ignorując relacje z nierządnicą z Jerycha, podkreśloną w Liście do Hebrajczyków oraz w Liście Jakuba. Według Talmudu to Jozue poślubił Rachab. Odmienna niż w innych księgach pisownia imienia występuje tylko u Józefa Flawiusza i może być wynikiem użycia tego samego źródła. Biblista Richard Bauckham łączy ją z fragmentem z Pierwszej Księgi Kronik, gdzie w rozdziale 2. wymienieni są Szalma i Rekab, co mogło wpłynąć na uznanie Rachab za córkę w linii kenickiej. Rekab uznany jest za Kenitę w wersecie 55. Pierwszej Księgi Kronik. Mateuszowy Salmon zostaje w 1Krn wymieniony jako Szalma.
Zaskakuje fakt włączenia przez Mateusza do rodowodu Jezusa postaci kobiecych, biorąc pod uwagę fakt, iż w genealogiach Żydzi wyliczali tylko przodków męskich. Autor włączył do rodowodu Tamar, Rachab, Rut i Batszebę, kompletnie ignorując tak ważne niewiasty jak matriarchinie: Sarę, Rebekę czy Leę. Kwestia ta jest wciąż dyskutowana przez biblistów.
Jak zakłada Mateusz, musi być wspólna charakterystyka czy cecha tych czterech kobiet, na którą lektor powinien zwrócić uwagę. Może jest to nieżydowskie pochodzenie: Rachab była Kananejką, Batszeba, chociaż ma hebrajskie imię, była żoną Hetyty, Rut pochodziła z Moabu, może być więc uznana za Moabitkę, pochodzenie Tamar nie jest jasno określone w Biblii, chociaż jej imię jest pochodzenia hebrajskiego. Wymieniając te postacie Mateusz chce być może przygotować czytelnika na objęcie misją Syna Bożego również pogan w rozumieniu biblijnym, czyli nie żydów. W ten sposób wprowadzony zostaje kontrast pomiędzy religią objawioną tzn. judaizmem a pogaństwem. Może chodzi też o niewierność i nieuporządkowanie tych kobiet: Rachab była nierządnicą, Tamar udawała ladacznicę, by uwieść Judę, Batszeba popełniła czyny lubieżne, Rut jest też z oczywistych względów oceniana negatywnie za swój postępek z Boozem. W ten sposób Mateusz chce ukazać, iż pomimo ludzkiego grzechu i słabości Bóg jest łaskawy i miłosierdziem odpowiada na ludzki grzech. Istnieje też wyjaśnienie, zakładające tendencyjne umieszczenie kobiet grzesznych, skandalicznie się prowadzących, by jeszcze większym światłem uwypuklona została nieskazitelność Marii Dziewicy. J. R. Porter uważa taką interpretacją za anachroniczną – w I wieku judaizm traktował wszystkie te kobiety jako postacie pozytywne. Żadne z powyższych tłumaczeń nie wyjaśnia jednoznacznie akurat takiego wyboru niewiast i umieszczenia ich w genealogii. Nolland zwrócił uwagę, iż tylko te cztery kobiety znane były i są związane z genealogią Dawida znajdującą się w końcowej części Księgi Rut.
Również zakończenie genealogii zaskakuje: po wymienieniu przodków Józefa, Mateusz identyfikuje go nie jako ojca Jezusa, ale jako męża Marii. Tekst grecki wyraża dobitniej niż tłumaczenia fakt pochodzenia Jezusa z Marii bardziej niż jego związek z Józefem. W ten sposób ewangelista chciał dobitniej podkreślić dziewicze poczęcie Jezusa. Jezusa nie zrodził Józef, ale Bóg.
| Stary Testament | Mateusz |
| --- | --- |
| Dawid Salomon Roboam Abiasz Asa Jozafat Joram Achazjasz Joasz Amazjasz Azariasz Jotam Achaz Ezechiasz Manasses Amon Jozjasz Joachaz Jojakim Pedajasz Zorobabel | Dawid Salomon Roboam Abiasz Asa Jozafat Joram — Ozjasz Joatam Achaz Ezechiasz Manasses Amos Jozjasz — Jechoniasz Salatiel Zorobabel |

### Opuszczenia
W genealogii zostali opuszczeni trzej królowie judzcy: Ochozjasz, Jehoasz i Amazjasz. Kolejny władca Uzjasz (nazywany też Azariaszem) ma greckie imię Ozjasz, bardzo podobne do pierwszego z niewymienionych. Istnieją interpretacje usprawiedliwiające opuszczenie błędem kopisty (tzw. homeoteleuton), który nie zapisał powtórzeń dwóch podobnych imion. Tych trzech władców było szczególnie niegodziwych, z mocą zostali zniszczeni przez Boga. Należeli do przeklętej linii Achaba poprzez pokrewieństwo z Atalią. Mateusz poczuł jako uzasadnienie ich pominięcie, tworząc swoje czternastopokoleniowe grupy.
Kolejnym niewymienionym królem jest Jojakim, ojciec Jojakina, znany również jako Jehojakim. W języku greckim imiona te brzmią jeszcze bardziej podobnie. Obaj brani są czasem za Joachima. Kiedy Mateusz mówi: "Jozjasz ojcem Jechoniasza i jego braci w czasie przesiedlenia babilońskiego", łączy obu, ponieważ to Jojakim miał braci, ale przesiedlenie miało miejsce za Jojakima. Niektórzy bibliści upatrują tutaj błędu, inni dostrzegają celowy zabieg, mający na celu wyliczenie dokładnie czternastu potomków króla Dawida.
Ostatnia grupa przed Jezusem zdaje się liczyć tylko 13 pokoleń. Próbowano podać następujące wyjaśnienia tej kwestii:
- jeśli Mateusz nie pomylił się w liczeniu i mniejsza liczba generacji pojawia się celowo, pierwsze imię lub ostatnie może być liczone dwa razy (zarówno Dawid jak Jechoniasz);
- jeśli uznamy Jojakim jako syna Jozjasza, wtedy Jechoniasz może być liczony wraz z następną grupą już po powrocie z niewoli babilońskiej[25];
- możliwe, że Marię trzeba uważać za oddzielne pokolenie w związku z istnieniem małżeństwa z Józefem. Chociaż to wydaje się mało prawdopodobne, może jednak stać się koniecznym ze względu na dziewicze poczęcie Chrystusa[46];
- ktoś zaproponował, że oryginalny tekst Mateusza wymieniał Józefa jako ojca Marii, która następnie pojęła za męża innego mężczyznę o tym samym imieniu[47].

Jeśli króla Jojakina, urodzonego około 616 p.n.e., dzieli od Jezusa, urodzonego około 2 p.n.e., tylko 13 pokoleń, jak podaje Mateusz, to na każde pokolenie przypada około 50 lat. Jest to raczej nieprawdopodobne, jeśli nie powiedzieć niemożliwe. Ogólnie przyjmuje się, że jak wcześniej Mateusz potraktował dobór imion przodków w sposób dosyć swobodny, tak również w tej ostatniej grupie dowolnie usunął pokolenia. W tekście Starego Testamentu znajdujemy jeszcze większe luki w wyliczeniach pokoleń. Być może autor uznał za naturalne pominięcie powtarzających się imion w sekwencjach dziadek-ojciec-syn.

## Próba rekonstrukcji realnego rodowodu Jezusa
Ponieważ w rodowodzie Ewangelii Mateusza (1,1-17) brakuje niektórych imion, w związku z czym określenie realnego stopnia pokrewieństwa może nie być ścisłe. Na przykład król Judei Joram widnieje jako ojciec Ozjasza, lecz faktycznie był jego pra pradziadkiem. Poniżej podajemy listę przodków według tej Ewangelii, uzupełnioną z wykorzystaniem innych źródeł.
| Nr | Imię (Mt1)       | inne imiona danej osoby          | okres życia/panowania                                          | dodatkowe informacje |
| -- | ---------------- | -------------------------------- | -------------------------------------------------------------- | --- |
| 1  | Abraham          | Abram                            | ok. II tysiąclecia p.n.e.                                      | pierwszy z hebrajskich patriarchów, mąż Sary. |
| 2  | Izaak            | -                                | ok. II tysiąclecia p.n.e.                                      | patriarcha, mąż Rebekki |
| 3  | Jakub            | -                                | b.d.                                                           | brat Ezawa, z którego potomków wywiodło się plemię Edomitów. Miał 12 synów |
| 4  | Juda             | -                                | XVI/XV w.p.n.e                                                 | syn Jakuba i Lei. Brat Józefa, uprowadzonego do Egiptu. |
| 5  | Fares            | Peres                            | b.d.                                                           | |
| 6  | Ezron            | Chesron, Esrom                   | b.d.                                                           | |
| 7  | Aram             | Ram                              | b.d., lecz prawdopodobnie żył w czasach Mojżesza               | Aram - podobnie jak Mojżesz - był czwartym z kolei pokoleniem po Jakubie. |
| 8  | Aminadab         | Amminadab                        | prawdopodobnie czasy Mojżesza (tj. ok. XIII w.p.n.e)           | jego córka - Eliszeba - była żoną Aarona, brata Mojżesza. |
| 9  | Naason           | Nachszon                         | czasy Mojżesza (tj. ok. XIII w.p.n.e)                          | pomógł Mojżeszowi i Aaronowi w dokonaniu pierwszego spisu ludności zdolnej do walki. |
| 10 | Salmon           | Szalmon, Szalma, Sala            | czasy Jozuego                                                  | był mężem nierządnicy Rachab, która pomogła izraelitom zdobyć Jerycho. |
| 11 | Booz             | Boaz                             | b.d.                                                           | mąż Rut. Prawdopodobnie żył w okresie sędziów. |
| 12 | Obed             | Jobed                            | b.d.                                                           | prawdopodobnie żył w czasach Samuela oraz króla Saula. Dziadek Króla Dawida. |
| 13 | Jesse            | Isaj, Jiszaj                     | b.d. (prawdopodobnie XI w. p.n.e.)                             | ponieważ był ojcem króla Dawida, prawdopodobnie żył w czasach rządów króla Saula. |
| 14 | Dawid            | -                                | ur. ok. 1040, zm. ok. 970 p.n.e. (został królem w 1003 p.n.e.) | Najmłodszy syn Jessego z Betlejem, król Izraela. Jego następcą był jego syn - Salomon. |
| 15 | Salomon          | -                                | ur. ok. 1000 p.n.e., zm. około 931 p.n.e.                      | Król Izraela. Na lata jego panowania przypada największa świetność monarchii hebrajskiej. Po jego śmierci Izrael rozpadł się na Królestwo Izraela (państwo północne) oraz Królestwo Judy (na południu). |
| 16 | Roboam           | Rechabeam                        | rządził w latach 931 - ok. 914 p.n.e.                          | Był władcą Królestwa Judy. Po jego śmierci tron objął jego syn - Abiasz. |
| 17 | Abiasz           | Abiam, Abijjam, Abijahu, Abijasz | zm. między 915 a 908 p.n.e.                                    | Następca Roboama na tronie Królestwa Judy. Poprzednik Asy. |
| 18 | Asa              | -                                | zm. ok. 870 p.n.e                                              | Następca Abiasza, poprzednik Jozafata. Prawdopodobnie żył w czasach działalności proroka Eliasza. |
| 19 | Jozafat          | Jehoszafat                       | zm. ok. 848 p.n.e                                              | Następca Asy, poprzednik Jorama. Prawdopodobnie żył w czasach działalności proroka Eliasza. |
| 20 | Joram            | Jehoram                          | Przybliżone lata rządów: 848-841 p.n.e.                        | Następca Jozafata, poprzednik Ochozjasza. Prawdopodobnie żył w czasach działalności proroka Eliasza. W Mt1 jest przedstawiony jako ojciec Ozjasza. |
| 21 | Ochozjasz        | Achazjasz                        | ur. ok. 863, zm. ok. 841                                       | Następca Jorama. Poprzednik Atalii Prawdopodobnie żył w czasach działalności proroka Eliasza (i Elizeusza.) |
| 22 | Joasz            | Jehoasz                          | rządził w latach 837-797 p.n.e.                                | następca Atalii, poprzednik Amazjasza. W czasach jego rządów zmarł prorok Elizeusz. |
| 23 | Amazjasz         | -                                | rządził w latach ok. 801-783 p.n.e., zmarł ok. roku 782.       | następca Joasza, poprzednik Azariasza (Ozjasza) |
| 24 | Ozjasz           | Azariasz                         | rządził w latach 791-739 p.n.e.                                | Następca Amazjasza. W Mt1 jest określony jako syn Jorama. Za jego panowania rozpoczął swą działalność prorok Ozeasz, natomiast w roku śmierci tego króla na proroka został powołany Izajasz. |
| 25 | Joatam           | Jotam                            | rządził w latach ok. 740-732 p.n.e.                            | Następca Azariasza, poprzednik Achaza. Żył w czasach działalności proroków: Izajasza, Micheasza oraz Ozeasza. |
| 26 | Achaz            |                                  | rządził w latach ok. 734-728 p.n.e.                            | Następca Joatama, poprzednik Ezechiasza. Żył w czasach działalności proroków: Izajasza, Micheasza oraz Ozeasza. |
| 27 | Ezechiasz        |                                  | ur. w 741, został królem w 716, zm. w 687 p.n.e.               | Następca Achaza, poprzednik Manassesa. Za jego życia zmarli następujący prorocy: Izajasz (ok. 701 p.n.e), Micheasz (ok. 700 p.n.e) oraz Ozeasz (ok. 722 p.n.e) |
| 28 | Manasses         |                                  | ur. 707, został królem w 695, zm. w 641 p.n.e.                 | Następca Ezechiasza, poprzednik Amosa. Za swoich rządów krwawo prześladował jahwistów. Według tradycji żydowskiej oraz apokryfu Wniebowstąpienie Izajasza jedną z ofiar miał być prorok Izajasz. |
| 29 | Amos             | Amon                             | ur. 661, zm. 639.                                              | Następca Manassesa, poprzednik Jozjasza. |
| 30 | Jozjasz          |                                  | ur. 650 p.n.e. zm. 609 p.n.e.                                  | Następca Amosa, król Judy ok. 640 p.n.e. Poprzednik Joachaza. W trakcie jego rządów swą działalność rozpoczął prorok Jeremiasz (ok.627/626 p.n.e) |
| 31 | Joachim          | Eliakim, Jojakim                 | ur. 634 p.n.e. zm. 598 p.n.e.                                  | Następca swojego brata, Joachaza. Poprzednik Jechoniasza. Żył w czasach proroka Jeremiasza. Za jego życia prawdopodobnie urodził się prorok Ezechiel. |
| 32 | Jechoniasz       | Jojakin                          | ur. 616 p.n.e. zm. po 562 p.n.e.                               | Następca swojego ojca, Joachima. Poprzednik Sedecjasza. Panował przez 3 miesiące i 10 dni (598 p.n.e). Uprowadzony wraz z braćmi do Niewoli babilońskiej. Król Ewil-Merodak ułaskawił go ok. roku 561 p.n.e. (na podstawie informacji z Jr 52). Za jego życia działał prorok Ezechiel, a prorok Jeremiasz zakończył swą działalność (586 p.n.e) |
| 33 | Salatiel         | Szealtiel                        |                                                                | Podczas niewoli był uważany za drugiego egzylarchę po śmierci swego ojca. |
| 34 | Zorobabel        |                                  | VI w.p.n.e                                                     | Żył w czasach proroka Aggeusza oraz króla Persji Dariusza I. Stanął na czele jednej z pierwszych grup przesiedleńców powracających za pozwoleniem Cyrusa, króla perskiego, z „niewoli babilońskiej” do Judy. |
| 35 | Abiud            |                                  | ok. VI\V w.p.n.e                                               | |
| 36 | Eliakim          |                                  | ok. V w.p.n.e                                                  | |
| 37 | Azor             |                                  | b.d. (prawdopodobnie ok. V\IV w.p.n.e)                         | Żył prawdopodobnie w Imperium Perskim za panowania Dariusza II i Artakserksesa II z dynastii Achemenidów |
| 38 | Sadok            |                                  | prawdopodobnie ok. IV w.p.n.e                                  | |
| 39 | Achim            |                                  | prawdopodobnie ok. IV/III w.p.n.e                              | |
| 40 | Eliud            |                                  | prawdopodobnie ok. III w.p.n.e                                 | |
| 41 | Eleazar          |                                  | ok. III/II w.p.n.e                                             | Jego życiorys prawdopodobnie przypada na zmierzch panowania greckich monarchów w Palestynie - Ptolemeusza IV Filopatora, Ptolemeusza V Epifanesa, Antiocha III Wielkiego i jego syna Antiocha IV Epifanesa, prześladującego Żydów. Był świadkiem powstania machabejskiego (II w.p.n.e) |
| 42 | Mattan           |                                  | ok. II w.p.n.e                                                 | |
| 43 | Jakub            |                                  | ok. 104-40 p.n.e                                               | Żył prawdopodobnie w drugiej fazie istnienia żydowskiego państwa Machabeuszów. Euzebiusz z Cezarei w „Historii kościelnej" (1, 6, 7) powołuje się na informacje historyka Sekstusa Juliusza Afrykańskiego, który w następujący sposób wyjaśnia kwestię imienia ojca św. Józefa: Według genealogii rodzinnej dziadek Józefa, Mattan, ożenił się z kobietą o imieniu Esta, która urodziła mu syna - Jakuba. Po śmierci Mattana Esta wyszła za mąż za jego krewnego, Melchiego (wzmiankowanego w Ewangelii wg św. Łukasza) i urodziła mu syna imieniem Heli, zatem on i Jakub byli przyrodnimi braćmi. Heli zmarł bezdzietnie, więc Jakub poślubił wdowę po nim i był biologicznym ojcem Józefa (który według prawa był synem Helego) |
| 44 | Józef z Nazaretu |                                  | ur. w I w.p.n.e, zm. ok. 20 r.n.e.                             | |
| 45 | Jezus Chrystus   |                                  | ur. ok. 8-4 p.n.e., zm. ok. 30 lub 33 r.n.e.                   | |

## Narodziny Jezusa

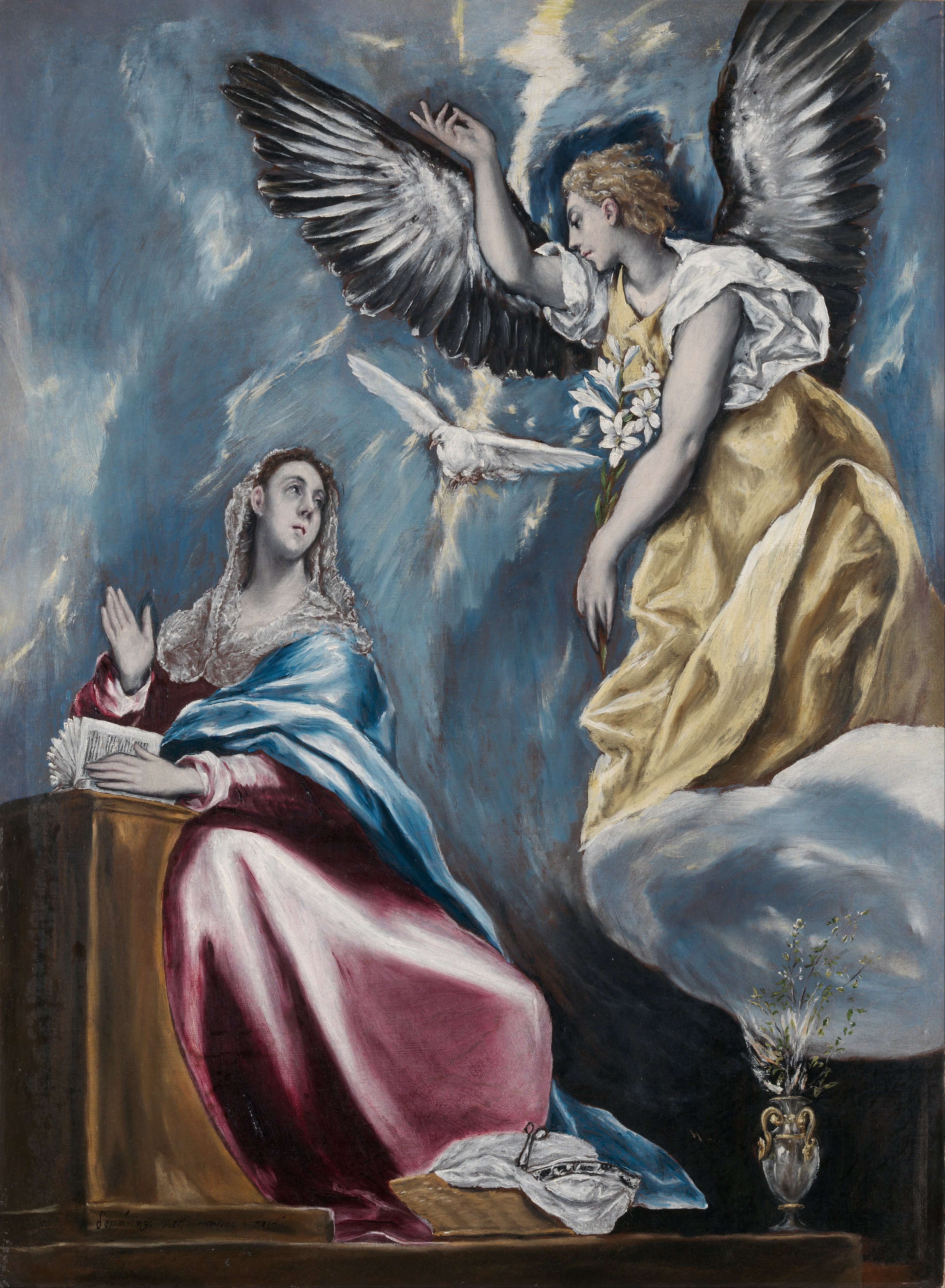
El Greco, Zwiastowanie, XVI w.

Obie Ewangelie podkreślają, iż Jezus został poczęty nie przez Józefa, ale za sprawą Ducha Świętego, a Maria pozostała dziewicą, w czym wypełnione zostało proroctwo. Jezus jest Jednorodzonym Synem Ojca, podczas gdy Józef jest tylko jego przybranym ojcem.
Ewangelista Mateusz z wielką starannością najpierw wykazał Dawidowe pochodzenie Józefa, a następnie demonstracyjnie odmówił mu relacji ojcowskiej w stosunku do Jezusa, poprzez użycie czasownika w stronie biernej (ἐγέννησεν... ἐγέννησεν... ἐγεννήθη).
Zaraz po podaniu genealogii Mateusz stwierdza: „Z narodzeniem Jezusa Chrystusa było tak. Po zaślubinach Matki Jego, Marii, z Józefem, wpierw nim zamieszkali razem, znalazła się brzemienną za sprawą Ducha Świętego”.
Również Łukasz mówi o dziewiczym poczęciu w opisie sceny Zwiastowania: „Maryja rzekła do anioła: «Jakże się to stanie, skoro nie znam męża?». Anioł Jej odpowiedział: «Duch Święty zstąpi na Ciebie i moc Najwyższego osłoni Cię. Dlatego też Święte, które się narodzi, będzie nazwane Synem Bożym»”.
Postawiono pytanie: Dlaczego obaj autorzy najpierw specjalnie umieścili w genealogii Józefa, odmawiając mu później biologicznego bycia ojcem dla Jezusa? Św. Augustyn z Hippony jako wystarczającą uznał odpowiedź, iż Józef był ojcem przez adopcję, a to wystarczyło, by Jezus mógł być uznany za potomka Dawida. Tertulian argumentował pochodzenie z rodu Dawida przez zrodzenie z Marii. Jako dowód biblijny przytaczał fragment z Listu św. Pawła do Rzymian: „Ewangelia o Jego Synu, pochodzącym według ciała z rodu Dawida”. Wczesne źródła pozabiblijne potwierdzają pochodzenie Marii Panny z rodu Dawida.
Ebionici, którzy zaprzeczali dziewiczemu poczęciu Jezusa, używali apokryficznej ewangelii, która, według świadectwa Epifaniusza, była wybrakowaną wersją Ewangelii Mateusza, po usunięciu m.in. genealogii oraz narracji o poczęciu i narodzeniu.